# Station Cramoisy
Station Cramoisy is een spoorwegstation in de Franse gemeente Cramoisy.